# São Miguel do Tocantins
São Miguel do Tocantins là một đô thị thuộc bang Tocantins, Brasil. Đô thị này có diện tích 398,817 km², dân số năm 2007 là 10221 người, mật độ 25,63 người/km².